# Medalla Australiana de Historia Natural
La Medalla Australiana de Historia Natural (Australian Natural History Medallion) es otorgada cada año por el "Club de Victoria de Naturalistas de Campo", a la persona considerada que ha hecho la contribución más meritoria a la comprensión de la Historia natural de Australia. La Medalla ha sido otorgada anualmente desde 1940, y los beneficiarios han sido:
- 1940 - Alexander Hugh Chisholm
- 1941 - Frederick Chapman
- 1942 - David Fleay
- 1943 - Herbert Ward Wilson
- 1944 - John McConnell Black
- 1945 - Charles P. Mountford
- 1946 - Heber A. Longman
- 1947 - Philip Crosbie Morrison
- 1948 - Ludwig Glauert
- 1949 - Edith Coleman
- 1950 - Bernard C. Cotton
- 1951 - Tarlton Rayment
- 1952 - John Burton Cleland
- 1953 - Charles Leslie Barrett
- 1954 - Herman M. R. Rupp
- 1955 - Stanley R. Mitchell
- 1956 - Dominic Louis Serventy
- 1957 - Charles Ernest William Bryant
- 1958 - Charles J. Gabriel
- 1959 - Keith Alfred Hindwood
- 1960 - James Hamlyn Willis
- 1961 - Emil H. Zeck
- 1962 - Norman Arthur Wakefield
- 1963 - Thistle Y. Stead
- 1964 - Winifred Waddell
- 1965 - Roy Wheeler
- 1966 - J. Ros Garnet
- 1967 - Gilbert P. Whitley
- 1968 - Norman Barnett Tindale
- 1969 - Charles A. Gardner
- 1970 - Jean Galbraith
- 1971 - Alexander Clifford Beauglehole
- 1972 - Allen Axel Strom
- 1973 - Edmund D. Gill
- 1974 - Vincent Noel Serventy
- 1975 - Alison W. Ashby
- 1976 - Winifred M. Curtis
- 1977 - John Russell (Jack) Wheeler
- 1978 - Allen Roy Sefton
- 1979 - Helen Aston
- 1980 - Michael Tyler
- 1981 - Elizabeth Marks
- 1982 - Howard Jarman
- 1983 - Trevor Pescott
- 1984 - Kevin Keneally
- 1985 - Jack Hyett
- 1986 - Graham Pizzey
- 1987 - Robert G.H. Green
- 1988 - John Dell
- 1989 - Bruce A. Fuhrer
- 1990 - Ellen McCulloch
- 1991 - Fred J.C. Rogers
- 1992 - Enid L. Robertson
- 1993 - Alan J. Reid
- 1994 - Jan W. Cribb
- 1995 - W. Rodger Elliott
- 1996 - Ken N.G. Simpson
- 1997 - Geoffrey Monteith
- 1998 - Peter W. Menkhorst
- 1999 - Mary P. Cameron
- 2000 - Malcolm Calder
- 2001 - Alan B. Cribb
- 2002 - Ian D. Endersby
- 2003 - Clive Dudley Thomas Minton
- 2004 - David Lindenmayer
- 2005 - Pauline Reilly
- 2006 - Ian Fraser
- 2007 -
- 2008 - Ern Perkins